# بلدة بلكناب (ميشيغان)
بلكناب (بالإنجليزية: Belknap Township, Michigan)‏ هي بلدة تقع بولاية ميشيغان في الولايات المتحدة. تبلغ مساحتها 92.8 (كم²)، وترتفع عن سطح البحر 236 م، بلغ عدد سكانها 854 نسمة في عام تعداد الولايات المتحدة 2000 حسب إحصاء مكتب تعداد الولايات المتحدة وتصل الكثافة السكانية فيها 9.2 نسمة/كم2.

## وصلات خارجية
- The US50 - Cities and Towns in Michigan State
- Michigan Cities and Towns, Facts, Map, Flag, Colleges, Government, and More